# Epidendrum bambusiforme
Epidendrum bambusiforme es una especie de orquídea epífita del género Epidendrum.

## Descripción
Es una orquídea de gran tamaño que prefiere el clima fresco al frío, con hábito terrestre con un tallo robusto, simple, envuelto completamente por la, hojas tubulares y con numerosas hojas, dísticas, linear-lanceoladas, largo acuminadas, rígidas, basalmente juntas las hojas. Florece en el otoño en un lateral de debajo de las hojas, en una inflorescencia racemosa, de 9 cm de largo, con 10 a 14 flores carnosas.

## Distribución
Se encuentra en el Perú en los terraplenes escarpados en las regiones más secas en elevaciones de 1500 a 2500 metros. 

## Taxonomía
Epidendrum bambusiforme fue descrita por Friedrich Wilhelm Ludwig Kraenzlin y publicado en Botanische Jahrbücher für Systematik, Pflanzengeschichte und Pflanzengeographie 54(117): 27. 1916.
Etimología
Ver: Epidendrum
bambusiforme: epíteto latino que significa "con forma de bambú".